# Anthomyiidae
Anthomyiidae è una famiglia di mosche appartenenti alla superfamiglia Muscoidea. La maggior parte assomiglia a piccole mosche domestiche, ma sono comunemente grigie o grigiastre. Il genere Anthomyia, al contrario, è in genere ben modellato in bianco e nero o nero e grigio-argenteo. La maggior parte è difficile da identificare, a parte alcuni gruppi come le mosche delle alghe visibili sulle spiagge.

## Descrizione

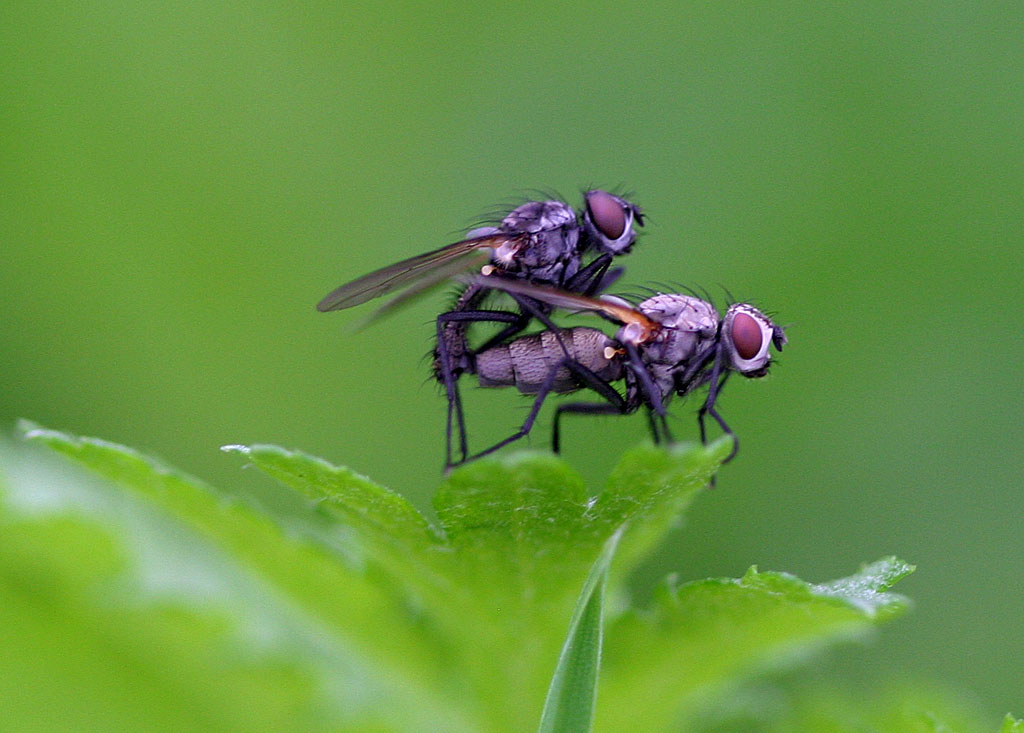

Il nome Anthomyiidae deriva da anthos greco (fiore) più myia (una mosca). Alcune specie vengono comunemente chiamate "larve di radice", poiché le larve si trovano negli steli e nelle radici di varie piante. Come larve, alcuni si nutrono anche di materiale vegetale in decomposizione. Sono anche noti come "mosche delle alghe". Altri sono animali spazzini in luoghi come i nidi degli uccelli; tuttavia altre specie sono minatori fogliari; la famiglia comprende anche inquilini, commensali e larve parassite.
Alcune specie della famiglia divengono anche di importanza agronomica essendo importanti parassiti agricoli, in particolare alcuni del genere Delia, che comprende la mosca della cipolla (D. antiqua), la mosca del bulbo di grano (D. coarctata), la mosca della radice di rapa (D. floralis), il fagiolo sementi (D. platura), e la mosca cavolo (D. radicum).

## Caratteristiche
Queste mosche sono di piccole o medie dimensioni. Le setole ipopleuriche che si trovano ai lati del torace sono apicali. La vena anale dell'ala raggiunge il margine delle ali (tranne che in Chelisia). La vena mediana è diritta, non curva verso il margine alare anteriore. Sono presenti quasi sempre tre paia di setole dorsocentrali posturali. Il primo segmento dei tarsi posteriori si trova nella parte inferiore vicino alla base con minuscole setole. Il lato inferiore dello sternopleuron ha spesso peli corti e morbidi. Gli occhi nel maschio nella maggior parte dei casi sono vicini o contigui. Le femmine di molte specie non sono ancora note.

## Tassonomia
- Famiglia Anthomyiidae -- anthomyiid flies
  - Sottofamiglia Anthomyiinae
    - Tribù Anthomyiini Hylemya nigrimana
      - Genere Anthomyia Meigen, 1803
      - Genere Botanophila Lioy, 1864
      - Genere Chiastocheta Pokorny, 1889
      - Genere Fucellia Robineau-Desvoidy, 1842
      - Genere Hylemya Robineau-Desvoidy, 1830
      - Genere Hylemyza Schnabl & Dziedzicki, 1911

    - Tribù Chirosiini
      - Genere Chirosia Róndani, 1856
      - Genere Egle Robineau-Desvoidy, 1830
      - Genere Lasiomma Stein, 1916
      - Genere Strobilomyia Michelsen, 1988

    - Tribù Hydrophoriini
      - Genere Acridomyia Stackelberg, 1929
      - Genere Adia  Robineau-Desvoidy, 1830
      - Genere Boreophorbia Michelsen, 1987
      - Genere Coenosopsia Malloch, 1924
      - Genere Delia Robineau-Desvoidy, 1830
      - Genere Eustalomyia Kowarz, 1873
      - Genere Heterostylodes Hennig, 1967
      - Genere Hydrophoria Robineau-Desvoidy, 1830
      - Genere Leucophora Robineau-Desvoidy, 1830
      - Genere Paregle Schnabl, 1911
      - Genere Phorbia Robineau-Desvoidy, 1830
      - Genere Subhylemyia Ringdahl, 1933
      - Genere Zaphne Robineau-Desvoidy, 1830

  - Sottofamiglia Pegomyinae
    - Tribù Pegomyini
      - Genere Alliopsis Schnabl & Dziedzicki, 1911
      - Genere Emmesomyia Malloch, 1917
      - Genere Eutrichota Kowarz, 1893
      - Genere Mycophaga Rondani, 1856
      - Genere Paradelia Ringdahl, 1933
      - Genere Parapegomyia Griffiths, 1984
      - Genere Pegomya Robineau-Desvoidy, 1830

    - Tribù Myopinini
      - Genere Pegoplata Schnabl & Dziedzicki, 1911
      - Genere Calythea Schnabl in Schnabl & Dziedzicki, 1911
      - Genere Myopina Robineau-Desvoidy, 1830